# Maximilian Probst
Maximilian Probst (* 1977 in Hamburg) ist ein deutscher Journalist und Publizist.

## Leben
Probst studierte von 1998 bis 2003 an den Universitäten Hamburg und Barcelona Philosophie, Germanistik und Geschichte. Er übersetzte für den Passagen Verlag Bücher von Slavoj Žižek, Alain Badiou und Paul Virilio ins Deutsche. Nach einem Volontariat bei der taz nord wechselte er 2011 zur Wochenzeitung Die Zeit.

## Familie
Probst ist ein Enkel des Widerstandskämpfers Christoph Probst, der als Mitglied der Weißen Rose am 22. Februar 1943 zusammen mit Hans und Sophie Scholl in München-Stadelheim hingerichtet wurde.

## Auszeichnungen
- 2014: Clemens-Brentano-Preis für Der Drahtesel. Die letzte humane Technik[3]
- 2018: Ernst-Bloch-Förderpreis

## Publikationen (Auswahl)
- Der Drahtesel. In: Die Philosophie des Radfahrens, mairisch Verlag 2013 sowie Suhrkamp 2017
- Abschied vom unendlichen Gipfel. In: Die Philosophie des Kletterns, mairisch Verlag 2014 sowie Suhrkamp 2017
- Der Marathon als Königsdisziplin der Selbstoptimierung. In: Die Philosophie des Laufens, mairisch Verlag 2015 sowie Suhrkamp 2018
- Verbindlichkeit. Plädoyer für eine unzeitgemäße Tugend. Rowohlt Verlag 2016
- Zum grünen Daumen gehört die Faust. In: Die Philosophie des Gärtnerns, mairisch Verlag 2017
- Die Kunst der Relation. In: Die Philosophie des Kochens, mairisch Verlag 2018
- Die Stimme erheben, leben. In: Die Philosophie des Singens, mairisch Verlag 2019
- Die Philosophie des Tanzens. Herausgegeben von Maximilian Probst und Ursina Tossi, mairisch Verlag 2025, ISBN 978-3-948722-50-0

## Quelle
- http://www.rowohlt.de/autor/maximilian-probst.html – abgerufen am 22. November 2018